# 伊丽莎白女王国家公园
伊丽莎白女王国家公园（英語：Queen Elizabeth National Park）位于乌干达西南部，地跨卡塞塞区、卡姆文盖区、布谢尼区及鲁昆吉里区四个区，面积1978平方公里。成立于1954年，以英国女王伊丽莎白二世命名。伊丽莎白女王国家公园以生物多样性和火山遗迹而闻名。